# Hourie Ipékian
Hourie Ipékian, née le 25 janvier 1919 à Téhéran et morte le 24 janvier 1980 à Paris, est une poétesse arménienne d'expression française.
Elle publie notamment les recueils de poésie Couleur de temps et Sonate. Elle est présidente de la Croix-Bleue des Arméniens de France.

## Biographie

### Jeunesse et formation
Hourie Ipékian naît en 1919 à Téhéran. Elle passe son enfance à Beyrouth au Liban. Elle écrit en 1936-1937 des poèmes arménien dans Hairenik, une revue publiée à Boston. Elle étudie les lettres, la pédagogie et l'arménologie à l'université libre de Bruxelles.

### Carrière littéraire
Hourie Ipékian publie un recueil de poésies en français, Couleur de temps, en 1944,. Selon Lucien-Paul Thomas, ce recueil est la suite des états d'âme de Hourie Ipékian, puissants, avec « une grande élévation de pensée et de sentiments ».
Elle publie un nouveau recueil Sonate en 1945, s'inspirant de la Sonate en si bémol mineur de Frédéric Chopin ; ce nouveau recueil est « bien accueilli par la critique ». Elle adapte ensuite elle-même sa Sonate au théâtre, en une création scénique qui lui vaut d'être « auréolée de succès ».
Elle écrit aussi dans le journal L'Orient-Le Jour, enseigne le français et s'installe à Paris en 1952. Elle est également traductrice, et œuvre pour une association caritative arménienne, la Croix-Bleue des Arméniens de France, dont elle devient la présidente en 1962.
Hourie Ipékian rédige la partie arménienne de l'Index bio-bibliographicus notorum hominum, donne des conférences et publie aussi des poèmes en arménien dans diverses revues. Elle meurt à Paris le 24 janvier 1980.

## Publications
- Couleur de temps  (préf. Lucien-Paul Thomas), Bruxelles, les Auteurs associés, 1944, 90 p. (BNF 35670693)
- Sonate  (préf. Lucien-Paul Thomas, ill. Tjienke Dagnelie), Liège, Soledi, 1945, 75 p. (BNF 35670694)

### Traductions
- Hamasdegh (trad. Hourie Ipékian), Le Cavalier blanc [« Սպիտակ ձիաւորը »], Éditions Parenthèses, coll. « Diasporales »,‎ 2019, 301 p. (ISBN 978-2-86364-295-5)